# Aleksej Kaledin

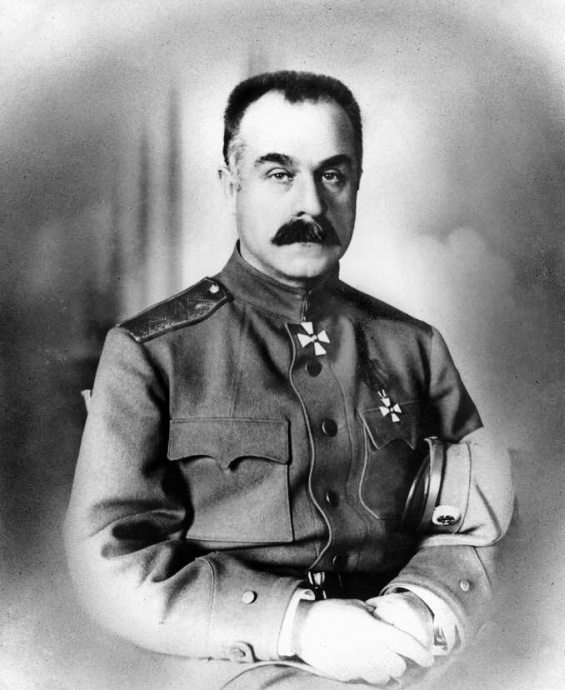
Aleksej Kaledin

Aleksej Maksimovitsj Kaledin (Russisch: Алексей Максимович Каледи́н) (Oest-Chopjorskaja (Oblast Don-vojsko), 24 oktober 1861 – Novotsjerkassk, 11 februari 1918) was een Russische generaal. Hij diende als generaal in de Eerste Wereldoorlog. Na de Februarirevolutie van 1917 gaf hij leiding aan de kozakken in de regio Don die het belangrijkste Witte Leger vormden tijdens het begin van de Russische Burgeroorlog.

## Biografie
Aleksej Kaledin studeerde aan de Militaire School van Voronezj, de Artillerieacademie in Sint-Petersburg en bij de Academie van de Generale Staf. Tussen 1903 en 1906 was hij de rector van de Militaire School van Novotsjerkassk. Van 1906 tot 1910 was Kaledin de assistent van de stafchef van het Don-leger.
Tijdens de Eerste Wereldoorlog was hij de bevelvoerder van de 12de Cavaleriedivisie van het 8ste Leger van het (Russische) Zuidwestfront. Hij nam deel aan het Broesilov-offensief in 1916. Kaledin was tegen de val van de monarchie door de Februarirevolutie. Hij werd van zijn functie ontheven door de Voorlopige Regering wegens zijn verzet tegen de democratisering van het leger. Op 17 juni 1917 werd Kaledin gekozen tot de ataman van de Don-kozakken en werd de leider van de Kozakkenregering. In augustus 1917 pleitte hij voor de vervolging van revolutionairen. Op 29 augustus 1917 vroegen de lokale autoriteiten van Novotsjerkassk aan Aleksandr Kerenski om Kaledin te arresteren voor het verspreiden van propaganda voor steun aan Lavr Kornilov.
Na de Oktoberrevolutie verklaarde Kaledin dat het leger van Don-kozakken de macht overnam over de regio Don, totdat de autoriteit van de Voorlopige Regering was hersteld. Op 20 november 1917 verklaarde de vergadering van Don-kozakken zichzelf onafhankelijk. Wegens de opmars van de bolsjewieken richting Kaledins hoofdstad Novotsjerkassk, besloot Kaledin om toestemming te geven aan het Vrijwilligersleger van Lavr Kornilov om zich te vestigen in het gebied en om gezamenlijk de strijd aan te gaan met de Rode Garde. Na een zesdaagse slag wisten de Don-kozakken en het Vrijwilligersleger Rostov aan de Don in te nemen. Het gebied aan de Don werd overspoeld met vluchtelingen uit het bolsjewistische noorden. Het kozakkenleger van Kaledin viel uiteen, waarbij slechts een minderheid hem trouw bleef. De Rode Garde wist Rostov aan de Don te veroveren, waardoor Kaledin ontslag nam op 29 januari 1918. Op 8 februari veroverden de bolsjewieken de stad Taganrog. Het Vrijwilligersleger maakte zich op om naar de Koeban te trekken. Kaledin schoot zichzelf op 11 februari door zijn hoofd. Een groot deel van de Don-kozakken sloten zich aan bij het Vrijwilligersleger.